# Gastronomia

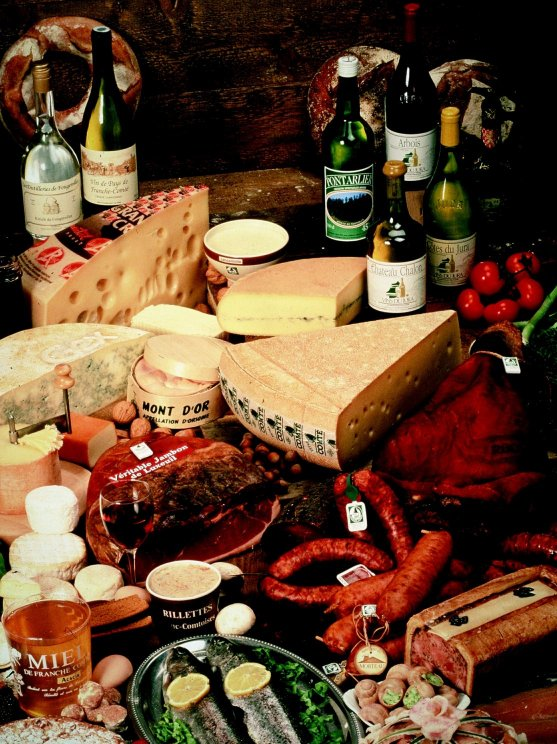
Els aliments exquisits són un dels objectes d'estudi de la gastronomia.

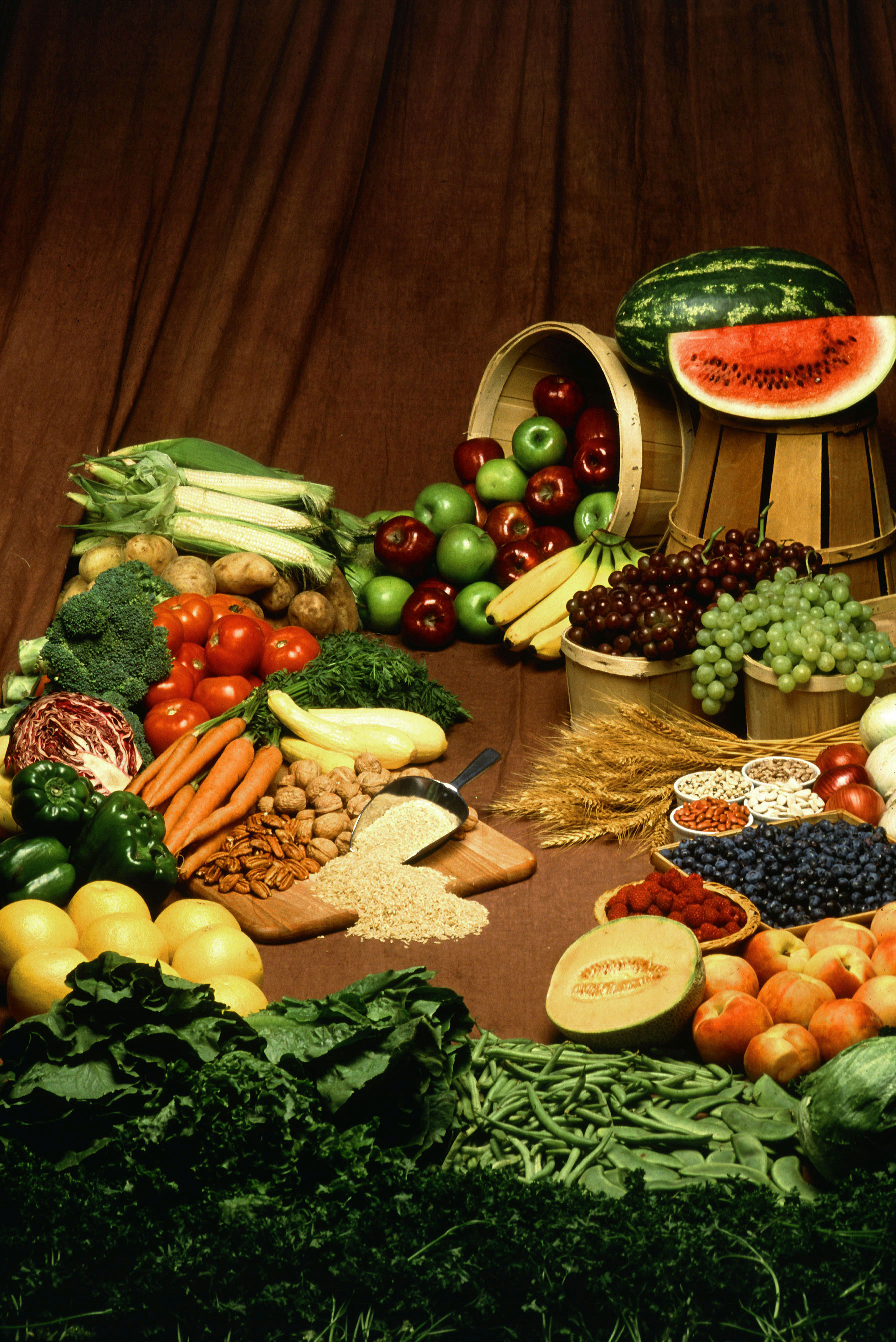
Exemples d'aliments d'origen vegetal.

La gastronomia és l'art i tècnica de preparar els aliments per tal que siguin més nutritius, més agradables de menjar, així com més atractius i desitjables.
Definida de forma senzilla, la gastronomia és l'art de menjar i beure bé. En un sentit més universal, la gastronomia és el coneixement ordenat de tots els aspectes que es relacionen amb el menjar: aspectes teòrics, científics, filosòfics, històrics, pràctics i socials. Una persona que pugui considerar-se practicant i experta en gastronomia, un gastrònom, difícilment pot dominar tots els aspectes de l'art.

## Etimologia
El terme gastronomia deriva del grec antic: γαστήρ, gastér (estòmac), i νόμος, nómos (lleis o normes). Literalment podria traduir-se per “les normes de l'estómac ”.

## Begudes

### Aigua
- Fray Benito Jerónimo Feijoo.[4]
- 1764. Historia universal de las fuentes minerales de España.[5]

## Literatura gastronòmica
- Marcus Gauius Apicius, De re coquinaria[6]
- Agis fou autor d'un llibre sobre cuina[7]
- 1324, Llibre de Sent Soví[8]
- c. 1350, Llibre d'aparellar de menjar[9]
- 1384, Francesc Eiximenis, Com usar bé de beure e menjar[10]
- 1386, Guillaume Tirel, dit Taillevent, Le viandier[11]
- c1390, The Forme of Cury[12]
- c1390, Utilis Coquinario[13]
- 1396, Le ménagier de Paris[14]
- 1423, Enrique de Villena, Arte cisoria[15]
- c. 1450, Llibre del Coch[16][17]
- c1450. Libre de totes maneres de confits. Anònim.[18]
- 1456-67, maestro Martino da Como, Libro de Arte Coquinaria[19][20]
  - Parla de diverses receptes "a la catalana".
- c. 1467, Bartolomeo Sacchi, dit il Platina, De honesta voluptate et valetudine[21]
- 1570, Bartolomeo Scappi, Opera di Bartolomeo Scappi M. dell'arte del cucinare[22]
- 1596. Giovanne de Rosselli. Epulario, il quale tratta del modo del cucinare ogni sorte di carne, uccelli ... Et di piu insegna far sapori, torte, pastelli...[23]
  - Parla de diverses receptes "a la catalana".
- c. 1610, Llibre de cuina de Scala-Dei[24]
- 1611, Francisco Martínez Montiño, Arte de cocina, pastelería, bizcochería y conservería[25][26]
- 1649. Giovanni de'Rosselli. Epulario il quale tratta del modo di cucinare ogni carne[27]
- 1699, John Evelyn, Acetaria: A Discourse of Sallets[28]

### Segle XVIII
- 1759. William Verral. A Complete System of Cookery: In which is Set Forth, A Variety of Genuine Receipts, Collected from Several Years Experience Under the Celebrated Mr. de St. Clouet, Sometime Since Cook to His Grace the Duke of Newcastle.[29]
- 1774, The Art of Cookery, Made Plain and Easy, Hanna Glasse.[30]
- 1787, fra Sever d'Olot, Llibre de l'art de cuynar[31]
- 1792, Yuan Mei, Suiyuan shidan (隨園食單)[32]
- 1803, Grimod de la Reynière, L'Almanach des gourmands[33][34]
- 1825, Jean Anthelme Brillat-Savarin, Physiologie du goût[35]
- 1826. Cozinheiro moderno. Lucas Rigaud.[36]
- 1830, Charles Durand, Le Cuisinier Durand[37][38]
- 1830. Il Cuoco galante. V.Corrado.[39]
- 1835, La cuynera catalana[40][41]
- 1853. The Art of Dining; Or, Gastronomy and Gastronomers. Abraham Hayward.[42]
- 1870, Alexandre Dumas, Grand dictionnaire de cuisine[43]
- 1871, El libro de las familias: Novísimo manual práctico de cocina española, francesa y americana, higiene y economía doméstica[44]
- 1888, La mesa moderna: cartas sobre el comedor y la cocina cambiadas entre el doctor Thebussem y un cocinero de S.M.[45]
- 1891, Pellegrino Artusi, La scienza in cucina e l'arte di mangiar bene[46]
- 1894, Angel Muro, El Practicón: tratado completo de cocina al alcance de todos y aprovechamiento de sobras[47][48]
- 1896, El Cocinero práctico: nuevo tratado de cocina[49]
- 1903, Auguste Escoffier, Le Guide culinaire[50]
- 1913. La cocina española antigua, Emilia de Pardo Bazán.[51]
- 1970, Nèstor Luján i Joan Perucho, El libro de la cocina española: gastronomía e historia[52][53]
- 1974. L'art de menjar a Catalunya. Manuel Vázquez Montalbán.
- 1982, Nèstor Luján, Carnet de ruta: las recetas de Pickwick[54]

## Crítica gastronòmica
En cada època i en cada regió geogràfica cal considerar els centres productors (restaurants, fondes o equivalents) que ofereixen productes de gran nivell. Els crítics professionals tasten aquests productes i escriuen sobre les seves qualitats, posant a l’abast dels lectors una informació susceptible de guiar futures experiències culinàries.

### Crítics de la península ibèrica
- Álvaro Cunqueiro[55]
- José Ma. Castroviejo[56]
- Nestor Luján
- Joan Perucho
- Luis Betónica
- Mauricio Wiesenthal[57]

## Història antiga

### Prehistòria
En èpoques prehistòriques és possible intuir una gastronomia incipient en les societats caçadores-recol·lectores. Cada individu podia seleccionar (o si més no, apreciar) el grau de maduresa de la fruita que menjava, el nivell de cocció de la carn o el peix, la manera de mastegar i empassar els aliments... En cada comunitat hi havia costums i rituals a l'hora de menjar. Salvant les distàncies, la gastronomia prehistòrica era molt semblant a l'actual.

### Sumeris, accadis, hitites
Els primers imperis històrics gaudien de formes d'alimentació relativament sofisticades: pa, cervesa, formatge... Coneixien els forns i usaven fogons prou eficients, amb superfície plana (apta per a dipositar-hi cassoles i paelles).
En llenguatge sumeri-accadi s'han identificat més de 900 paraules relacionades amb el menjar.

### Antic Egipte
La dieta comuna consistia en pa i cervesa, complementada amb verdures com les cebes i alls, i fruita com els dàtils i les figues. El vi i la carn, els gaudia tothom els dies de festa mentre les classes altes en consumien de forma més regular. El peix, la carn i els ocells es podien salar o assecar, i es podien cuinar en guisats o rostits en una graella.

### Antiga Pèrsia
Xenofont en la Ciropèdia, manifestant la veritat o adaptant-la als objectius de l'obra, contraposa els costums més frugals dels perses al refinament en la taula del medes.

### Antiga Grècia

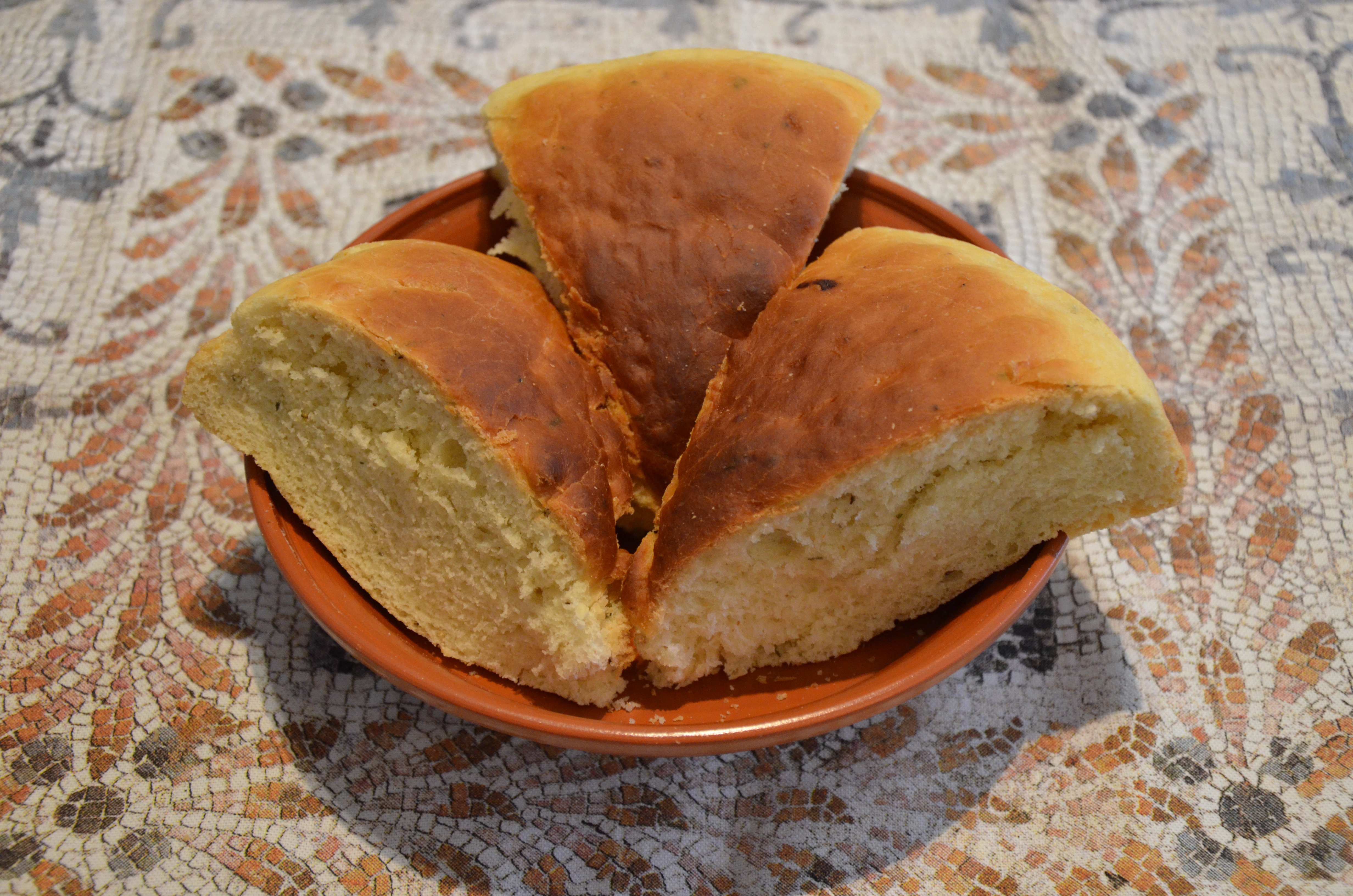
“Hapalos Artos”, pa fet segons una antiga recepta grega.

Homer, a la Ilíada i l'Odissea, parla de banquets senzills: pa, vi i carn rustida de diversos animals.
- Hi ha una obra del segle xix que dona molts detalls sobre el menjar dels antics grecs.[60]

## Història medieval
La gastronomia de l'època medieval pot dividir-se en dos grans grups: la gastronomia dels territoris ocupats pels musulmans (que no podien menjar porc ni beure vi) i la gastronomia dels territoris cristians (on es podia menjar porc i beure vi, però on hi havia normes específiques per a la Quaresma).

### Gastronomia islàmica
- A la Còrdova andalusí hi havia un músic i gastrònom anomenat Ziryab que determinava la moda i els costums a taula.

### Gastronomia cristiana
- Molts monestirs tenien normes escrites sobre la qualitat i quantitats dels aliments que podia consumir cada monja o monjo. En alguns casos s'han conservat els llibres de cuina de convents determinats.

## Gastronomia per territoris

### Mediterrània

#### Mediterrània occidental
- Gastronomia d'Andalusia
- Gastronomia d'Espanya
- Gastronomia d'Itàlia
- Gastronomia de Múrcia
- Gastronomia d'Occitània: Gastronomia de la Vall d'Aran, Gastronomia del Llemosí, Gastronomia d'Alvèrnia, Gastronomia de Gascunya, Gastronomia del Llenguadoc i Gastronomia de la Provença
- Gastronomia dels Països Catalans: Gastronomia de Catalunya, Gastronomia del País Valencià, Gastronomia d'Andorra, Gastronomia de les Illes Balears (de Mallorca, de Menorca i de les Pitiuses), etc.
- Gastronomia de Portugal

#### Mediterrània oriental
- Gastronomia d'Albània
- Gastronomia de Croàcia
- Gastronomia de Grècia
- Gastronomia d'Israel
- Gastronomia del Líban
- Gastronomia de Palestina
- Gastronomia de Sèrbia
- Gastronomia de Síria
- Gastronomia de Turquia
- Gastronomia de Xipre

#### Mediterrània meridional
- Gastronomia d'Algèria
- Gastronomia d'Egipte
- Gastronomia de Líbia
- Gastronomia del Marroc
- Gastronomia de Mauritània
- Gastronomia del Sàhara Occidental
- Gastronomia de Tunísia

### Europa nord-occidental i central
- Gastronomia d'Alemanya
- Gastronomia d'Àustria
- Gastronomia de Bèlgica
- Gastronomia de la Ciutat del Vaticà
- Gastronomia d'Eslovàquia
- Gastronomia d'Eslovènia
- Gastronomia de França
- Gastronomia d'Irlanda
- Cuina de Luxemburg
- Gastronomia dels Països Baixos
- Gastronomia del Regne Unit
- Gastronomia de Suïssa

### Escandinàvia i el Bàltic
- Gastronomia de Dinamarca
- Gastronomia d'Estònia
- Gastronomia de Finlàndia
- Gastronomia de Letònia
- Gastronomia de Lituània
- Gastronomia de Noruega
- Gastronomia de Suècia

### Europa de l'Est
- Gastronomia de l'Azerbaidjan
- Gastronomia de Belarús
- Gastronomia de Bulgària
- Gastronomia de Croàcia
- Gastronomia de Geòrgia
- Gastronomia de Moldàvia
- Gastronomia de Polònia
- Gastronomia de Romania
- Gastronomia de Rússia
- Gastronomia de Sèrbia
- Gastronomia d'Ucraïna

### Àfrica no mediterrània
- Gastronomia d'Etiòpia
- Gastronomia de Guinea Equatorial
- Gastronomia de Kenya
- Gastronomia de Malawi
- Gastronomia del Senegal
- Gastronomia de Tanzània

### Àsia
- Gastronomia de l'Aràbia Saudita
- Gastronomia d'Armènia
- Gastronomia de Corea
- Gastronomia de les Filipines
- Gastronomia de l'Índia
- Gastronomia d'Indonèsia
- Gastronomia de l'Iran
- Gastronomia de l'Iraq
- Gastronomia del Japó
- Gastronomia del Kazakhstan
- Gastronomia del Kirguizstan
- Gastronomia de Macau
- Gastronomia de Mongòlia
- Gastronomia de Sri Lanka
- Gastronomia del Tadjikistan
- Gastronomia de Tailàndia
- Gastronomia del Vietnam
- Gastronomia de la Xina

### Amèrica

#### Amèrica del Nord
- Gastronomia del Canadà
- Gastronomia dels Estats Units
- Gastronomia de Mèxic

#### Amèrica Central i el Carib
- Gastronomia de Belize
- Gastronomia de Costa Rica
- Gastronomia de Cuba
- Gastronomia d'El Salvador
- Gastronomia de Guatemala
- Gastronomia de Guyana
- Gastronomia d'Hondures
- Gastronomia de Jamaica
- Gastronomia de Nicaragua
- Gastronomia de Panamà
- Gastronomia de la República Dominicana

#### Amèrica del Sud
- Gastronomia de l'Argentina
- Gastronomia de Bolívia
- Gastronomia del Brasil
- Gastronomia de Colòmbia
- Gastronomia de l'Equador
- Gastronomia del Paraguai
- Gastronomia del Perú
- Gastronomia de l'Uruguai
- Gastronomia de Veneçuela
- Gastronomia de Xile

### Oceania
- Gastronomia d'Austràlia
- Gastronomia de Niue
- Gastronomia de Nova Zelanda